# Pogowiany
Pogowiany (lit. Pagaujėnai) − wieś na Litwie, w okręgu wileńskim, w rejonie solecznickim, w gminie Dziewieniszki, 6 km na południowy wschód od Dziewieniszek, zamieszkana przez 35 ludzi.

## Historia
W czasach zaborów wieś i zaścianek w gminie Dziewieniszki, w powiecie oszmiańskim, w guberni wileńskiej Imperium Rosyjskiego. Pod koniec XIX wieku wieś liczyła 167 mieszkańców; zaścianek zamieszkiwało 6 osób, należał do Lipnickich.
W latach 1921–1945 wieś i zaścianek leżały w Polsce, w województwie wileńskim, w powiecie oszmiańskim, w gminie Dziewieniszki.
W 1931 wieś w 27 domach zamieszkiwało 169 osób; zaścianek w 2 domach – 9 osób.
Wierni należeli do parafii rzymskokatolickiej w Dziewieniszkach i prawosławnej w Trąbach. Miejscowość podlegała pod Sąd Grodzki w Holszanach i Okręgowy w Wilnie; właściwy urząd pocztowy mieścił się w Dziewieniszkach.